# Parafia św. Klary w Kuleszach
Parafia pw. św. Klary w Kuleszach – rzymskokatolicka parafia należąca do dekanatu Mońki, archidiecezji białostockiej, metropolii białostockiej. Siedziba parafii znajduje się w Kuleszach.

## Historia parafii
Mieszkańcy Kulesz w roku 1936 zbudowali kaplicę, która została zniszczona w czasie drugiej wojny światowej. Po długich staraniach mieszkańcy Kulesz i okolicznych wsi uzyskali zgodę w latach 70. (w 1975) na budowę kościoła. W roku 1976 został wybudowany nieduży obiekt sakralny pw. św. Archaniołów Michała, Gabriela i Rafała oraz św. Klary według projektu Wacława Głuszyńskiego. Kamień węgielny pod budowę świątyni w dniu 9 czerwca 1976 r. poświęcił arcybiskup metropolita wrocławski Henryk Gulbinowicz. W styczniu 1977 roku została zakończona budowa świątyni i ks. bp Edward Kisiel dokonał jej poświęcona. 
Kościół w Kuleszach do roku 1995 był kościołem filialnym parafii pod wezwaniem MB Anielskiej w Downarach. Parafia w Kuleszach została erygowana w dniu 2 lipca 1995 r. przez arcybiskupa Stanisława Szymeckiego metropolitę białostockiego. 
Od grudnia 1985 r. są prowadzone księgi metryczne.

## Miejsca święte
Kościół parafialny
- Kościół pw. św. Klary w Kuleszach

Cmentarz parafialny
Na terenie parafii znajduje się cmentarz grzebalny założony w roku 1988, a poświęcony przez ks. bp Edwarda Ozorowskiego w dniu 23 kwietnia 1989 r. o powierzchni 1,2 ha w odległości 0,9 km od kościoła.

## Obszar parafii
W granicach parafii znajdują się miejscowości: 

- Kulesze,
- Kiślak (1 km),
- Kramkówka kol. (2),
- Uścianek (5)
- Wilamówka (4),

## Proboszczowie
ks. Tadeusz Malinowski 1995-nadal
Księża posługujący w Kuleszach
- ks. Jan Kosecki,
- ks. Stanisław Kurek.